# Sărituri cu schiurile la Jocurile Olimpice de iarnă din 2018 - Individual masculin, trambulină normală
Proba de sărituri cu schiurile, individual masculin trambulină normală de la Jocurile Olimpice de iarnă din 2018 de la Pyeongchang, Coreea de Sud a avut loc pe 8 și 10 februarie 2018 la Alpensia Ski Jumping Centre.

## Program
Orele sunt orele Coreei de Sud (ora României + 7 ore).
| Dată         | Ora         | Rundă      |
| ------------ | ----------- | ---------- |
| 8 februarie  | 21:30-22:40 | Calificări |
| 10 februarie | 21:35-23:20 | Finala     |

## Rezultate

### Calificări
50 de săritori s-au calificat pentru finală.
| Loc | Nr. concurs | Nume                     | Țară                         | Distanță (m) | Puncte pentru distanță | Punctele arbitrilor | Total | Note |
| --- | ----------- | ------------------------ | ---------------------------- | ------------ | ---------------------- | ------------------- | ----- | ---- |
| 1   | 55          | Andreas Wellinger        | Germania                     | 103,0        | 70,0                   | 57,0                | 133,5 | C    |
| 2   | 57          | Kamil Stoch              | Polonia                      | 104,0        | 72,0                   | 56,0                | 131,7 | C    |
| 3   | 49          | Dawid Kubacki            | Polonia                      | 104,5        | 73,0                   | 53,5                | 129,6 | C    |
| 4   | 56          | Richard Freitag          | Germania                     | 102,0        | 68,0                   | 56,0                | 129,1 | C    |
| 5   | 51          | Stefan Kraft             | Austria                      | 102,5        | 69,0                   | 55,5                | 128,6 | C    |
| 6   | 48          | Markus Eisenbichler      | Germania                     | 102,5        | 69,0                   | 54,5                | 127,7 | C    |
| 7   | 44          | Karl Geiger              | Germania                     | 102,0        | 68,0                   | 54,5                | 125,5 | C    |
| 8   | 54          | Daniel-André Tande       | Norvegia                     | 100,0        | 64,0                   | 54,0                | 123,0 | C    |
| 9   | 46          | Stefan Hula Jr.          | Polonia                      | 100,5        | 65,0                   | 54,0                | 122,7 | C    |
| 10  | 42          | Simon Ammann             | Elveția                      | 102,0        | 68,0                   | 52,5                | 122,3 | C    |
| 11  | 41          | Maciej Kot               | Polonia                      | 99,0         | 62,0                   | 54,0                | 122,0 | C    |
| 12  | 22          | Evgeni Klimov            | Sportivii Olimpici ai Rusiei | 102,0        | 68,0                   | 52,5                | 121,4 | C    |
| 13  | 53          | Johann André Forfang     | Norvegia                     | 100,0        | 64,0                   | 54,0                | 121,1 | C    |
| 14  | 43          | Peter Prevc              | Slovenia                     | 99,0         | 62,0                   | 54,5                | 120,2 | C    |
| 15  | 47          | Andreas Stjernen         | Norvegia                     | 100,0        | 64,0                   | 53,0                | 119,3 | C    |
| 16  | 45          | Jernej Damjan            | Slovenia                     | 99,5         | 63,0                   | 54,0                | 118,9 | C    |
| 17  | 21          | Vladimir Zografski       | Bulgaria                     | 98,5         | 61,0                   | 54,0                | 118,8 | C    |
| 18  | 50          | Junshirō Kobayashi       | Japonia                      | 101,0        | 66,0                   | 50,0                | 118,4 | C    |
| 19  | 52          | Robert Johansson         | Norvegia                     | 98,0         | 60,0                   | 53,0                | 118,3 | C    |
| 20  | 37          | Noriaki Kasai            | Japonia                      | 98,0         | 60,0                   | 54,0                | 117,7 | C    |
| 21  | 35          | Ryoyu Kobayashi          | Japonia                      | 98,0         | 60,0                   | 52,5                | 115,3 | C    |
| 22  | 40          | Tilen Bartol             | Slovenia                     | 97,0         | 58,0                   | 52,5                | 115,1 | C    |
| 23  | 26          | MacKenzie Boyd-Clowes    | Canada                       | 98,0         | 60,0                   | 53,0                | 114,6 | C    |
| 24  | 28          | Roman Koudelka           | Cehia                        | 97,5         | 59,0                   | 52,5                | 114,5 | C    |
| 25  | 30          | Kevin Bickner            | Statele Unite ale Americii   | 98,0         | 60,0                   | 51,5                | 114,0 | C    |
| 26  | 39          | Michael Hayböck          | Austria                      | 97,0         | 58,0                   | 52,5                | 112,4 | C    |
| 27  | 38          | Manuel Fettner           | Austria                      | 95,0         | 54,0                   | 52,5                | 109,4 | C    |
| 28  | 31          | Denis Kornilov           | Sportivii Olimpici ai Rusiei | 94,5         | 53,0                   | 51,0                | 107,2 | C    |
| 29  | 36          | Timi Zajc                | Slovenia                     | 94,0         | 52,0                   | 51,5                | 107,1 | C    |
| 30  | 18          | Jonathan Learoyd         | Franța                       | 94,5         | 53,0                   | 51,5                | 106,7 | C    |
| 31  | 25          | Daiki Ito                | Japonia                      | 93,5         | 51,0                   | 50,5                | 106,0 | C    |
| 32  | 33          | Gregor Schlierenzauer    | Austria                      | 91,5         | 47,0                   | 51,0                | 104,0 | C    |
| 33  | 24          | Alex Insam               | Italia                       | 94,0         | 52,0                   | 51,0                | 101,9 | C    |
| 34  | 6           | Alexey Romashov          | Sportivii Olimpici ai Rusiei | 90,0         | 44,0                   | 50,0                | 98,5  | C    |
| 35  | 14          | Andreas Alamommo         | Finlanda                     | 90,0         | 44,0                   | 51,0                | 98,3  | C    |
| 36  | 17          | Sebastian Colloredo      | Italia                       | 91,0         | 46,0                   | 51,0                | 97,9  | C    |
| 37  | 12          | Davide Bresadola         | Italia                       | 88,0         | 40,0                   | 49,5                | 95,8  | C    |
| 37  | 10          | Janne Ahonen             | Finlanda                     | 89,0         | 42,0                   | 49,5                | 95,8  | C    |
| 39  | 1           | Choi Seou                | Coreea de Sud                | 89,0         | 42,0                   | 49,5                | 94,7  | C    |
| 40  | 9           | Michael Glasder          | Statele Unite ale Americii   | 91,5         | 47,0                   | 51,0                | 94,6  | C    |
| 41  | 8           | Mikhail Nazarov          | Sportivii Olimpici ai Rusiei | 88,5         | 41,0                   | 47,5                | 93,7  | C    |
| 42  | 29          | Antti Aalto              | Finlanda                     | 87,5         | 39,0                   | 47,0                | 93,6  | C    |
| 43  | 34          | Gregor Deschwanden       | Elveția                      | 89,5         | 43,0                   | 49,0                | 92,3  | C    |
| 44  | 20          | Vincent Descombes Sevoie | Franța                       | 86,5         | 37,0                   | 49,5                | 92,1  | C    |
| 45  | 27          | William Rhoads           | Statele Unite ale Americii   | 88,5         | 41,0                   | 49,5                | 91,9  | C    |
| 46  | 16          | Casey Larson             | Statele Unite ale Americii   | 88,0         | 40,0                   | 48,5                | 90,9  | C    |
| 47  | 3           | Viktor Polášek           | Cehia                        | 88,0         | 40,0                   | 47,5                | 90,1  | C    |
| 48  | 5           | Martti Nõmme             | Estonia                      | 87,0         | 38,0                   | 48,0                | 88,2  | C    |
| 49  | 2           | Federico Cecon           | Italia                       | 86,0         | 36,0                   | 47,5                | 87,9  | C    |
| 50  | 23          | Eetu Nousiainen          | Finlanda                     | 87,0         | 38,0                   | 49,5                | 85,5  | C    |
| 51  | 13          | Sergey Tkachenko         | Kazahstan                    | 84,0         | 32,0                   | 48,0                | 83,7  |      |
| 52  | 15          | Kim Hyun-ki              | Coreea de Sud                | 84,0         | 32,0                   | 46,0                | 83,1  |      |
| 53  | 19          | Vojtěch Štursa           | Cehia                        | 83,5         | 31,0                   | 47,5                | 81,5  |      |
| 54  | 32          | Čestmír Kožíšek          | Cehia                        | 81,0         | 26,0                   | 47,0                | 80,6  |      |
| 55  | 11          | Artti Aigro              | Estonia                      | 81,5         | 27,0                   | 47,5                | 80,0  |      |
| 56  | 7           | Kevin Maltsev            | Estonia                      | 79,0         | 22,0                   | 43,5                | 74,2  |      |
| 57  | 4           | Fatih Arda İpcioğlu      | Turcia                       | 79,0         | 22,0                   | 45,5                | 68,2  |      |

### Final
The final was held on 10 February at 21:35.
|     |             |                          |                              | Runda 1      | Runda 1 | Runda 1 | Runda finală                 | Runda finală                 | Runda finală                 | Total                        |
| Loc | Nr. concurs | Nume                     | Țară                         | Distanță (m) | Puncte  | Loc     | Distanță (m)                 | Puncte                       | Loc                          | Puncte                       |
| --- | ----------- | ------------------------ | ---------------------------- | ------------ | ------- | ------- | ---------------------------- | ---------------------------- | ---------------------------- | ---------------------------- |
| 1   | 48          | Andreas Wellinger        | Germania                     | 104,5        | 124,9   | 5       | 113,5                        | 134,4                        | 1                            | 259,1                        |
| 2   | 46          | Johann André Forfang     | Norvegia                     | 106,0        | 125,9   | 2       | 109,5                        | 125,0                        | 4                            | 250,9                        |
| 3   | 45          | Robert Johansson         | Norvegia                     | 100,5        | 119,9   | 10      | 113,5                        | 129,8                        | 2                            | 249,7                        |
| 4   | 50          | Kamil Stoch              | Polonia                      | 106.5        | 125,9   | 2       | 105,5                        | 123,4                        | 6                            | 249,3                        |
| 5   | 39          | Stefan Hula Jr.          | Polonia                      | 111,0        | 131,8   | 1       | 105,5                        | 117,0                        | 11                           | 248,8                        |
| 6   | 47          | Daniel-André Tande       | Norvegia                     | 103,5        | 118,7   | 13      | 111,5                        | 123,6                        | 5                            | 242,3                        |
| 7   | 28          | Ryoyu Kobayashi          | Japonia                      | 108,0        | 120,2   | 9       | 108,0                        | 120,6                        | 7                            | 240,8                        |
| 8   | 41          | Markus Eisenbichler      | Germania                     | 106,0        | 121,6   | 7       | 106,5                        | 118,6                        | 9                            | 240,2                        |
| 9   | 49          | Richard Freitag          | Germania                     | 106,0        | 125,5   | 4       | 102,5                        | 114,5                        | 13                           | 240,0                        |
| 10  | 37          | Karl Geiger              | Germania                     | 103,5        | 120,3   | 8       | 105,0                        | 116,4                        | 12                           | 236,7                        |
| 11  | 35          | Simon Ammann             | Elveția                      | 105,0        | 119,4   | 11      | 104,5                        | 117,2                        | 10                           | 236,6                        |
| 12  | 36          | Peter Prevc              | Slovenia                     | 98,5         | 106,2   | 24      | 113,0                        | 128,1                        | 3                            | 234,3                        |
| 13  | 44          | Stefan Kraft             | Austria                      | 103,5        | 122,8   | 6       | 103,0                        | 110,8                        | 16                           | 233,6                        |
| 14  | 15          | Vladimir Zografski       | Bulgaria                     | 101,5        | 106,8   | 23      | 108,5                        | 119,7                        | 8                            | 226,5                        |
| 15  | 40          | Andreas Stjernen         | Norvegia                     | 104,0        | 114,5   | 15      | 103,5                        | 111,3                        | 15                           | 225,8                        |
| 16  | 33          | Tilen Bartol             | Slovenia                     | 106,0        | 119,0   | 12      | 102,0                        | 101,8                        | 23                           | 220,8                        |
| 17  | 32          | Michael Hayböck          | Austria                      | 99,5         | 109,2   | 21      | 103,0                        | 110,5                        | 17                           | 219,7                        |
| 18  | 24          | Kevin Bickner            | Statele Unite ale Americii   | 109,0        | 117,2   | 14      | 98,5                         | 100,2                        | 24                           | 217,4                        |
| 19  | 34          | Maciej Kot               | Polonia                      | 99,0         | 109,6   | 20      | 102,0                        | 107,4                        | 18                           | 217,0                        |
| 20  | 19          | Daiki Ito                | Japonia                      | 103,0        | 110,3   | 19      | 102,0                        | 104,4                        | 20                           | 214,7                        |
| 21  | 30          | Noriaki Kasai            | Japonia                      | 104,5        | 113,9   | 16      | 99,0                         | 99,4                         | 26                           | 213,3                        |
| 22  | 26          | Gregor Schlierenzauer    | Austria                      | 102,5        | 108,6   | 22      | 99,5                         | 103,6                        | 22                           | 212,2                        |
| 23  | 31          | Manuel Fettner           | Austria                      | 96,5         | 99,5    | 29      | 105,5                        | 112,2                        | 14                           | 211,7                        |
| 24  | 25          | Denis Kornilov           | Sportivii Olimpici ai Rusiei | 107,5        | 113,9   | 16      | 96,5                         | 95,7                         | 28                           | 209,6                        |
| 25  | 22          | Roman Koudelka           | Cehia                        | 98,0         | 103,5   | 26      | 103,0                        | 105,7                        | 19                           | 209,2                        |
| 26  | 20          | MacKenzie Boyd-Clowes    | Canada                       | 103,5        | 111,1   | 18      | 98,5                         | 97,0                         | 27                           | 208,1                        |
| 27  | 13          | Jonathan Learoyd         | Franța                       | 98,5         | 104,1   | 25      | 100,5                        | 103,8                        | 21                           | 207,9                        |
| 28  | 39          | Jernej Damjan            | Slovenia                     | 97,0         | 101,1   | 27      | 95,5                         | 100,2                        | 24                           | 201,3                        |
| 29  | 27          | Gregor Deschwanden       | Elveția                      | 99,5         | 100,1   | 28      | 91,5                         | 85,2                         | 29                           | 185,3                        |
| 30  | 16          | Evgeni Klimov            | Sportivii Olimpici ai Rusiei | 94,5         | 99,0    | 30      | 81,5                         | 69,2                         | 30                           | 168,2                        |
| 31  | 43          | Junshirō Kobayashi       | Japonia                      | 93,0         | 98,8    | 31      | Nu s-a calificat mai departe | Nu s-a calificat mai departe | Nu s-a calificat mai departe | Nu s-a calificat mai departe |
| 32  | 7           | Michael Glasder          | Statele Unite ale Americii   | 98,5         | 98,7    | 32      | Nu s-a calificat mai departe | Nu s-a calificat mai departe | Nu s-a calificat mai departe | Nu s-a calificat mai departe |
| 33  | 29          | Timi Zajc                | Slovenia                     | 97,0         | 98,6    | 33      | Nu s-a calificat mai departe | Nu s-a calificat mai departe | Nu s-a calificat mai departe | Nu s-a calificat mai departe |
| 34  | 6           | Mikhail Nazarov          | Sportivii Olimpici ai Rusiei | 94,5         | 92,1    | 34      | Nu s-a calificat mai departe | Nu s-a calificat mai departe | Nu s-a calificat mai departe | Nu s-a calificat mai departe |
| 35  | 42          | Dawid Kubacki            | Polonia                      | 88,0         | 92,0    | 35      | Nu s-a calificat mai departe | Nu s-a calificat mai departe | Nu s-a calificat mai departe | Nu s-a calificat mai departe |
| 35  | 9           | Davide Bresadola         | Italia                       | 95,0         | 92,0    | 35      | Nu s-a calificat mai departe | Nu s-a calificat mai departe | Nu s-a calificat mai departe | Nu s-a calificat mai departe |
| 37  | 5           | Alexey Romashov          | Sportivii Olimpici ai Rusiei | 94,0         | 91,7    | 37      | Nu s-a calificat mai departe | Nu s-a calificat mai departe | Nu s-a calificat mai departe | Nu s-a calificat mai departe |
| 38  | 10          | Andreas Alamommo         | Finlanda                     | 94,0         | 91,3    | 38      | Nu s-a calificat mai departe | Nu s-a calificat mai departe | Nu s-a calificat mai departe | Nu s-a calificat mai departe |
| 39  | 11          | Casey Larson             | Statele Unite ale Americii   | 970          | 89,4    | 39      | Nu s-a calificat mai departe | Nu s-a calificat mai departe | Nu s-a calificat mai departe | Nu s-a calificat mai departe |
| 40  | 8           | Janne Ahonen             | Finlanda                     | 90,5         | 85,1    | 40      | Nu s-a calificat mai departe | Nu s-a calificat mai departe | Nu s-a calificat mai departe | Nu s-a calificat mai departe |
| 41  | 1           | Choi Seou                | Coreea de Sud                | 93,5         | 83,9    | 41      | Nu s-a calificat mai departe | Nu s-a calificat mai departe | Nu s-a calificat mai departe | Nu s-a calificat mai departe |
| 42  | 12          | Sebastian Colloredo      | Italia                       | 91,0         | 83,8    | 42      | Nu s-a calificat mai departe | Nu s-a calificat mai departe | Nu s-a calificat mai departe | Nu s-a calificat mai departe |
| 43  | 14          | Vincent Descombes Sevoie | Franța                       | 90,0         | 82,4    | 43      | Nu s-a calificat mai departe | Nu s-a calificat mai departe | Nu s-a calificat mai departe | Nu s-a calificat mai departe |
| 44  | 3           | Viktor Polášek           | Cehia                        | 92,0         | 81,9    | 44      | Nu s-a calificat mai departe | Nu s-a calificat mai departe | Nu s-a calificat mai departe | Nu s-a calificat mai departe |
| 45  | 18          | Alex Insam               | Italia                       | 84,0         | 76,9    | 45      | Nu s-a calificat mai departe | Nu s-a calificat mai departe | Nu s-a calificat mai departe | Nu s-a calificat mai departe |
| 46  | 21          | William Rhoads           | Statele Unite ale Americii   | 87,0         | 75,5    | 46      | Nu s-a calificat mai departe | Nu s-a calificat mai departe | Nu s-a calificat mai departe | Nu s-a calificat mai departe |
| 47  | 4           | Martti Nõmme             | Estonia                      | 84,0         | 73,8    | 47      | Nu s-a calificat mai departe | Nu s-a calificat mai departe | Nu s-a calificat mai departe | Nu s-a calificat mai departe |
| 48  | 2           | Federico Cecon           | Italia                       | 85,5         | 72,3    | 48      | Nu s-a calificat mai departe | Nu s-a calificat mai departe | Nu s-a calificat mai departe | Nu s-a calificat mai departe |
| 49  | 17          | Eetu Nousiainen          | Finlanda                     | 83,0         | 68,0    | 49      | Nu s-a calificat mai departe | Nu s-a calificat mai departe | Nu s-a calificat mai departe | Nu s-a calificat mai departe |
| 50  | 23          | Antti Aalto              | Finlanda                     | 80,0         | 60,8    | 50      | Nu s-a calificat mai departe | Nu s-a calificat mai departe | Nu s-a calificat mai departe | Nu s-a calificat mai departe |